# FC Erzgebirge Aue
Az FC Erzgebirge Aue német labdarúgóklub a szászországi Aue városában, amely SC Wismut Karl-Marx-Stadt néven háromszor lett NDK-bajnok 1956 és 1959 között. 1963-tól 1990-ig BSG Wismut Aue az NDK bajnokság első osztályában játszott. További átnevezések következtek: 1990-ben FC Wismut Aue illetve 1993-ban FC Erzgebirge Aue, és a csapat a 2007/08-es idényig öt éven át a német labdarúgó-bajnokság másodosztályában szerepelt. A 2008/09-es és a 2009/2010-es idényt a harmadosztályban töltötte a klub. A 2024/25-ös bajnokságban is harmadosztályúak. A női csapat az északkeleti regionális ligában szerepel.

## Sikerek

### Német Demokratikus Köztársaság (1949−1990)
SC Wismut Karl-Marx-Stadt néven
- Keletnémet bajnokság (I.): 3-szoros bajnok (1956, 1957, 1959)
- Keletnémet kupa: 1-szeres győztes (1955)

### Németország (1990−)
- Regionalliga Nordost (III.): ezüstérmes (1997)
- Regionalliga Nord (III.): bajnok (2003)
- 3. Liga (III.): ezüstérmes (2010, 2016)

## Híres játékosok
| - Erhard Bauer - Dieter Erler - Horst Freitag - Manfred Kaiser - Bernhard Konik - Steffen Krauß - Willi Marquardt - Harald Mothes - Bringfried Müller | - Klaus Thiele - Willy Tröger - Konrad Wagner - Jörg Weißflog - Karl Wolf - Siegfried Wolf - Marcin Adamski - Moudachirou Amadou - Mišo Brečko | - Richard Dostálek - Andrzej Juskowiak - Tomasz Kos - Ali Lukunku - Dimitrij Nazarov - Adam Nemec - Nikolče Noveski - Ruszi Petkov - Adam Petrouš | - Dimitr Rangelov - Vīts Rimkus - David Siradze - Ervin Skela - Danny Sonner - Borislav Tomovski - Bobby Wood |

## Jelenlegi keret
2016. július 24. szerint
| #  |     | Poszt | Név               |
| -- | --- | ----- | ----------------- |
| 1  | GER | K     | Martin Männel (c) |
| 2  | GER | V     | Julian Riedel     |
| 3  | GER | V     | Sebastian Hertner |
| 4  | GER | V     | Fabian Kalig      |
| 5  | GER | KP    | Clemens Fandrich  |
| 6  | MNE | KP    | Mirnes Pepić      |
| 7  | GER | KP    | Simon Handle      |
| 8  | GER | KP    | Nicky Adler       |
| 9  | GER | CS    | Max Wegner        |
| 10 | GER | KP    | Simon Skarlatidis |
| 11 | GER | KP    | Björn Kluft       |
| 12 | GER | V     | Marcin Sieber     |
| 13 | GER | K     | Maik Ebersbach    |
| 14 | GER | CS    | Pascal Köpke      |
| 15 | GER | V     | Thorsten Schulz   |

| #  |     | Poszt | Név               |
| -- | --- | ----- | ----------------- |
| 16 | BIH | KP    | Mario Kvesić      |
| 17 | GER | KP    | Philipp Riese     |
| 18 | BUL | CS    | Martin Tosev      |
| 19 | GER | KP    | Cebio Soukou      |
| 20 | GER | V     | Calogero Rizzuto  |
| 21 | CRO | V     | Adam Sušac        |
| 22 | GER | KP    | Fabio Kaufmann    |
| 23 | GER | KP    | Sören Bertram     |
| 24 | GER | V     | Steve Breitkreuz  |
| 26 | GER | K     | Robert Jendrusch  |
| 27 | GER | KP    | Louis Samson      |
| 30 | AZE | CS    | Dimitrij Nazarov  |
| 31 | GER | K     | Mario Seidel      |
| 33 | GER | KP    | Christian Tiffert |

## Edzők
Az Aue edzői 1946-tól
| - Kurt Gogsch (1946–1950) - Walter Fritzsch (1950–1952) - Rolf Kukowitsch (1952) - Karl Dittes (1952-1955) - Fritz Gödicke (1955-1958) - Günter Horst (1958) - Gerhard Hofmann (1958-61) - Manfred Fuchs (1960-62) - Armin Günther (1962-65) - Bringfried Müller (1965-67) - Gerhard Hofmann (1967-71) - Bringfried Müller (1971-77) - Manfred Fuchs (1977-81) - Hans-Ulrich Thomale (1981-85) - Harald Fischer (1985) - Konrad Schaller (1985) | - Hans Speth (1986-88) - Jürgen Escher (1988) - Ulrich Schulze (1988-89) - Jürgen Escher (1990) - Klaus Toppmöller (1990-91) - Heinz Eisengrein (1991-92) - Lutz Lindemann (1992-95) - Ralf Minge (1995-96 - Lutz Lindemann (1996-98) - Frank Lieberam (1998-99) - Holger Erler (1999) - Gerd Schädlich (1999-2007) - Roland Seitz (2008) - Heiko Weber (2008-09) - Rico Schmitt (2009-2012) - Karsten Baumann (2012-13) | - Falko Götz (2013-14) - Tomislav Stipić (2014-15) - Pavel Docsev (2015-) |